# Wingårdh arkitektkontor
Wingårdh Arkitektkontor AB (sprunget ur kontoret Wingårdh & Wingårdh) är en arkitektbyrå med kontor i Malmö, Göteborg och Stockholm, som grundats av Gert Wingårdh.

## Verksamhet
Långa engagemang med stora beställare som Ericsson, Volvo, Astra Zeneca och SEB är stommen i verksamheten som även inbegriper många mindre uppdrag. Bland dessa utmärker sig särskilt villorna, där en naturlyrisk materialrealism kunnat utvecklas. Exempel på detta är villa Nilsson utanför Varberg från 1992, Kvarnhuset i Västra Karup från 1998, villa Amundön från 1998 samt villorna Astrid och VillAnn i Hovås från 2004. Wingårdhs arkitektur har av Gert Wingårdh beskrivits som "high organic". Begreppet uttrycker ett intresse för högteknologiska lösningar i kombination med sensuella, gärna naturlyriska, kvaliteter. Rationella planlösningar har gjort ovanliga och starka uttryck i fasader av natursten eller glas ekonomiskt möjliga. Ett genomgående drag i rumsarkitekturen är flöden som leds samman i en punkt eller passage för att uppmuntra spontana möten. Sedan 2019 utgår Wingårdhs från trä som stommaterial, om inte kunden uttryckligen efterfrågor något annat.

### Pris som tilldelats byggnader ritade eller inredda av Wingårdh arkitektkontor
- 1988 Öijareds Executive Country Club, Lerum, genom Gert Wingårdh (under dåvarande namn Wingårdh & Wingårdh).[4]
- 1993 Astra Hässle forskningsanläggning i Mölndal, genom Gert Wingårdh (under dåvarande namn Wingårdh & Wingårdh).[4]
- 2004 Träpriset till Universeum.[5]
- 2001 Kasper Salinpriset för kårhuset vid Chalmers tekniska högskola genom Gert Wingårdh.[4]
- 2001 SAR:s bostadspris för bostadshuset Kajplats 01, Bo01, Malmö.
- 2001 Laboratory of the year till Astra Zeneca i Waltham.[6]
- 2006 Kasper Salinpriset för Aranäsgymnasiet, Kungsbacka genom Gert Wingårdh, Jonas Edblad, Karin Wingårdh och Johan Eklind.[7]
- 2007 American Architecture Awards för House of Sweden, Washington DC.
- 2007 Kasper Salinpriset för House of Sweden, Washington DC, genom Gert Wingårdh och Tomas Hansen.[8]
- 2008 World Architecture Festival Award kategori Shopping för K:fem modevaruhus i Vällingby genom Gert Wingårdh, Cecilia Ström och Per Söderberg.
- 2012 Plåtpriset för Sven-Harrys Konstmuseum.[9]
- 2012 World Architecture Festival Award kategori Hotel and Leisure för Victoria Tower i Kista, Stockholm genom Karolina Keyzer och Gert Wingårdh.
- 2012 Stora Kakelpriset för Kuggen, Göteborg.[10]
- 2013 World Architecture Festival Award, kategori "Best shopping building" till Emporia.[11]
- 2014 Stora Kakelpriset för Ting1, Örnsköldsvik.[12]
- 2015 Stålbyggnadspriset för Aula Medica, Solna.[13]
- 2018 Wallpapers "Best New Restaurant" till TAK.[14]
- 2019 Stålbyggnadspriset för ombyggnationen av Nationalmuseum.[15]
- 2019 Guldstolen för Blique by Nobis, i Stockholm, genom Gert Wingårdh.[16]
- 2020 Trafikverkets arkitekturpris till Angereds resecentrum.[17]
- 2021 Kasper Salinpriset för Filborna Vattentorn i Helsingborg.[18]

2021 fick tillbyggnaden till Liljevalchs konsthall i Stockholm det ironiska Kasper Kalkon-priset som delas ut av opinionsgruppen Arkitekturupproret.

### Byggnader i urval
- 1986–88 Öijareds golfklubb, Lerum
- 1993 Astra Zeneca, Mölndal
- 2001 Universeum, Göteborg
- 1997–2001 Chalmers kårhus, Göteborg
- 1997–2001 Arlanda flygledartorn, Sigtuna
- 2003–06, House of Sweden, Washington D.C.
- 2005–07 Citadellbadet, Landskrona
- 2005–11 Sven-Harry Karlssons museum, Stockholm
- 2006–08 Malmö Arena, Malmö
- 2007–11 Kulturhuset Spira, Jönköping[19]
- 2007–12 Emporia (köpcentrum), Malmö
- 2008–10 Hus 10, Kista
- 2008–11 Kuggen kontorshus, Lindholmen, Göteborg
- 2009–10 Huvudkontor för Gina Tricot i Borås
- 2009–12 Naturum Tåkern, Ödeshögs kommun
- 2009–11 Victoria Tower i Kista, Stockholm.
- 2009 Vann spa vid Gullmarsfjorden
- 2015 Malmö saluhall
- 2013 Ting1, Örnsköldsvik
- 2014 Kajen 4, Årstadalshamnen
- 2018 Brohuset, Årstadalshamnen
- 2018 Nationalmuseum, Stockholm ombyggnation
- 2020 Fyrtornet Dalénum, Lidingö
- 2021 Liljevalchs+, tillbyggnad till Liljevalchs konsthall
- 2021 Kvarteren Oxford och Coimbra, fyra bostadshus i Hagastaden
- 2021 Filborna vattentorn, Helsingborg

## Bilder, arbeten i urval

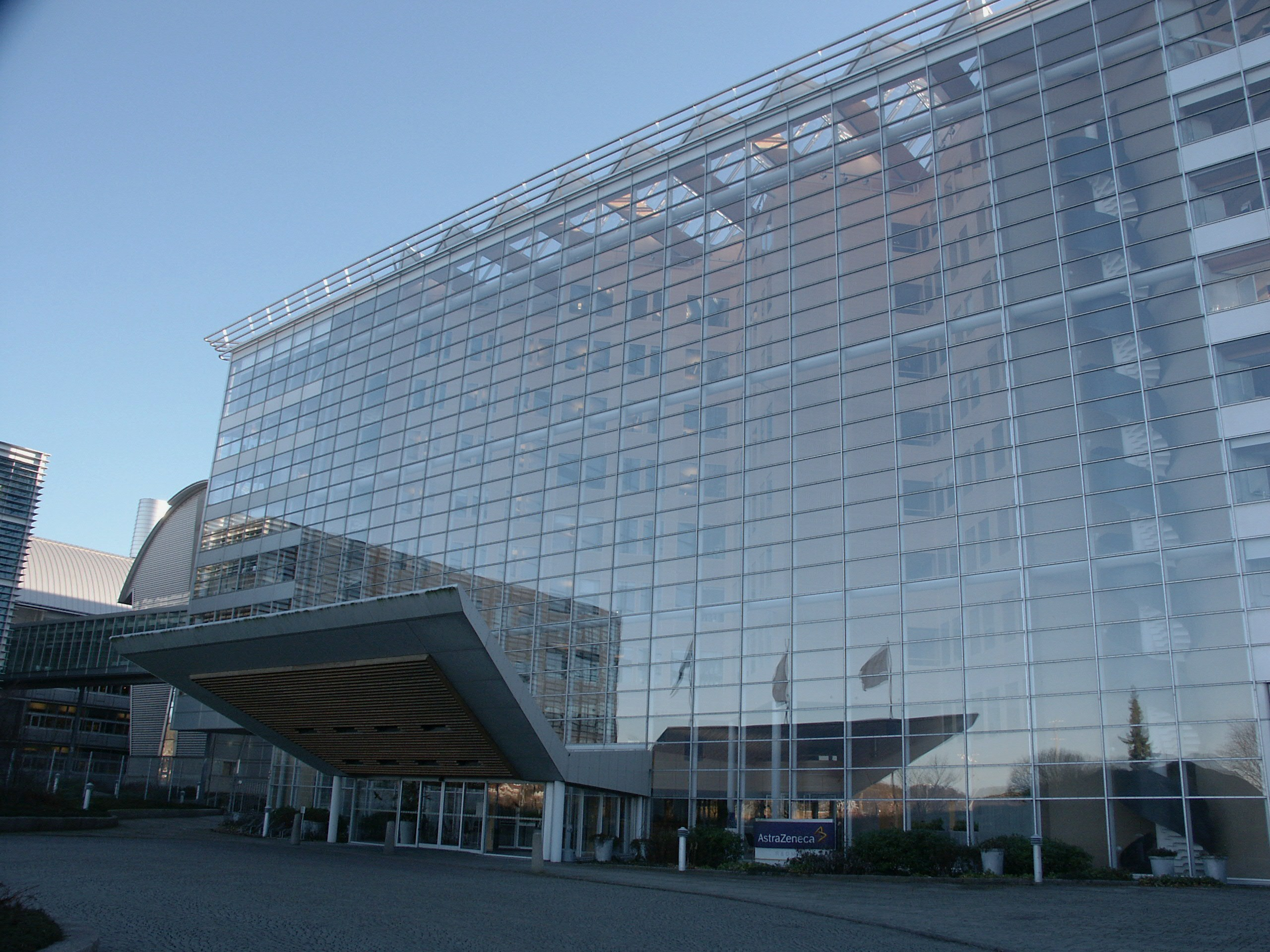
Astra Zeneca, Mölndal.
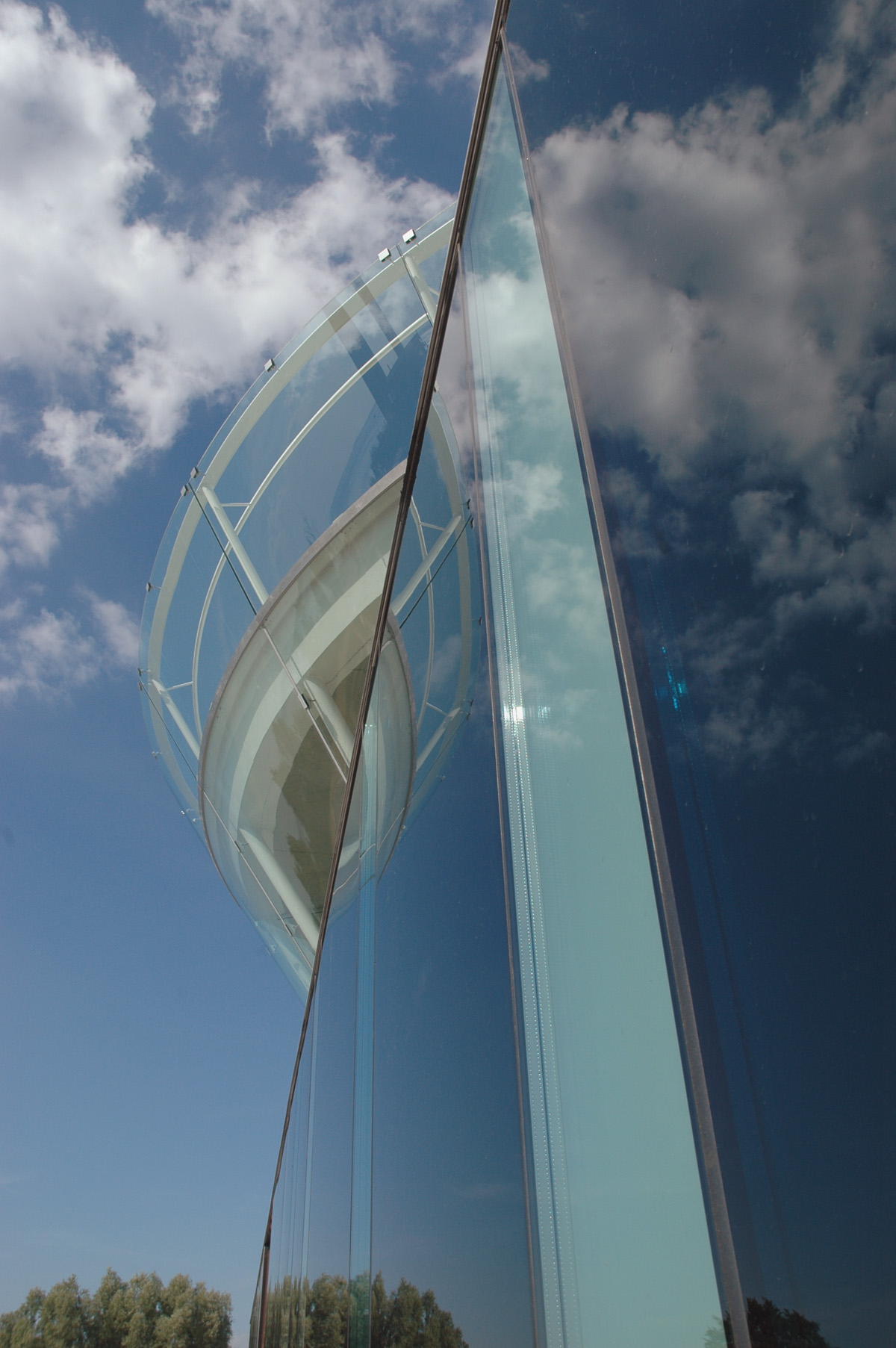
Citadellbadet i Landskrona, med vattenbegjutna fasader.
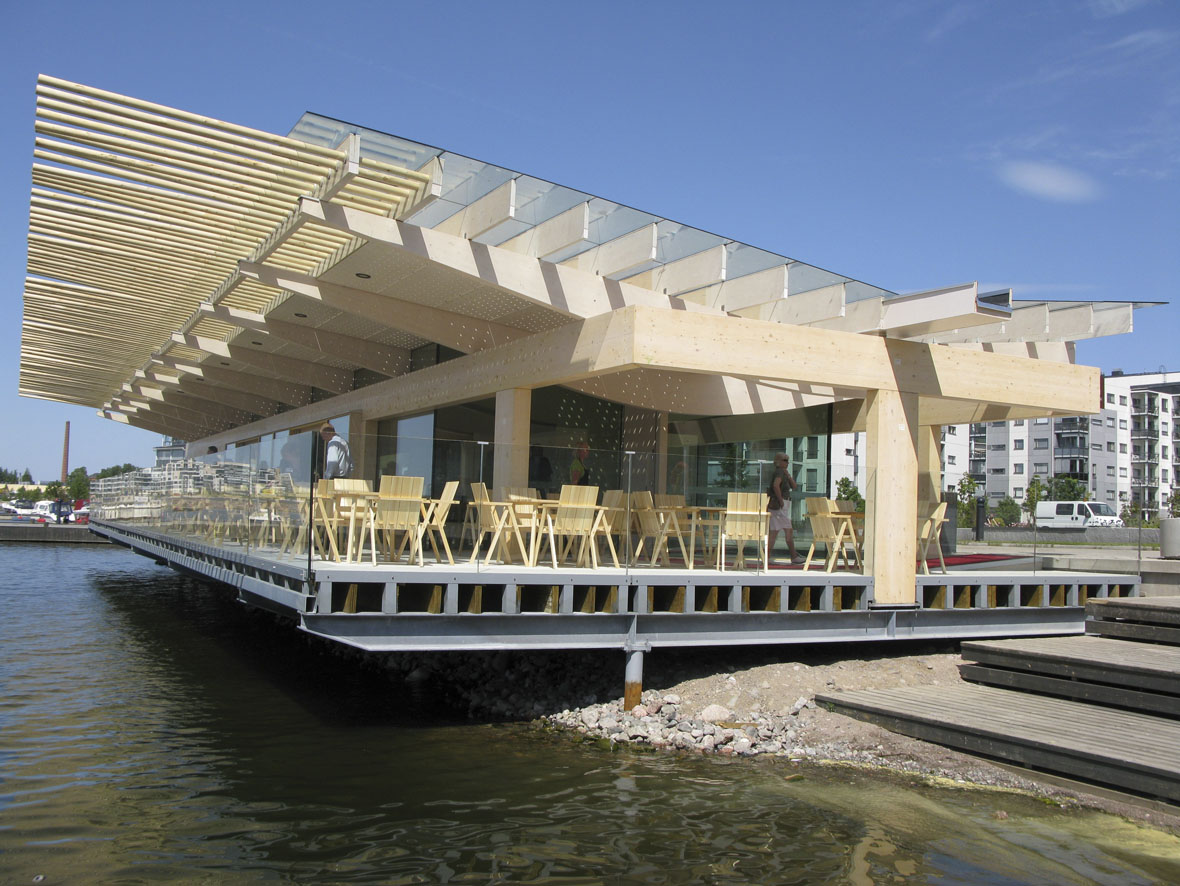
Pianopaviljongen i Lahtis, Finland.
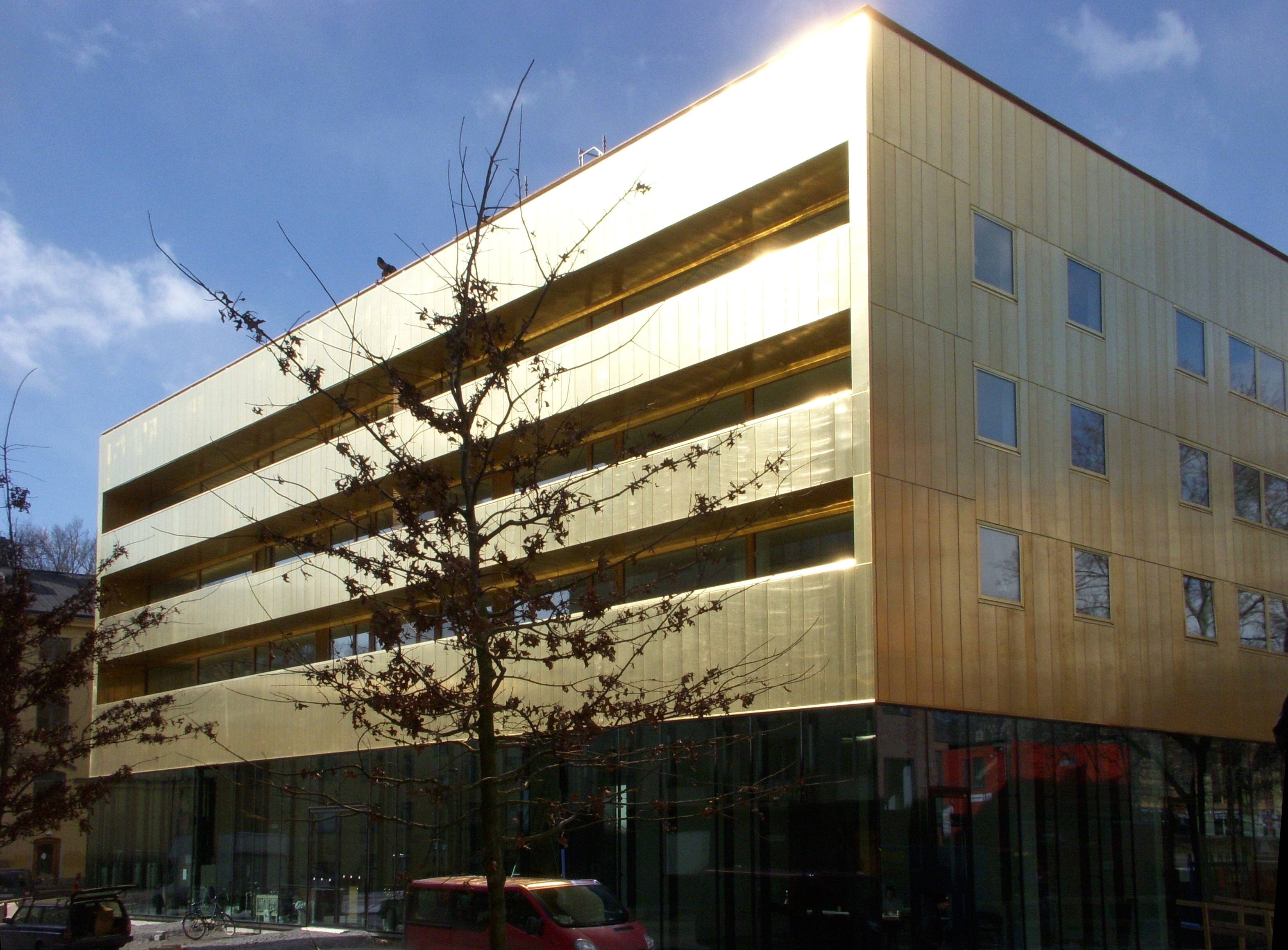
Sven Harrys konstmuseum.
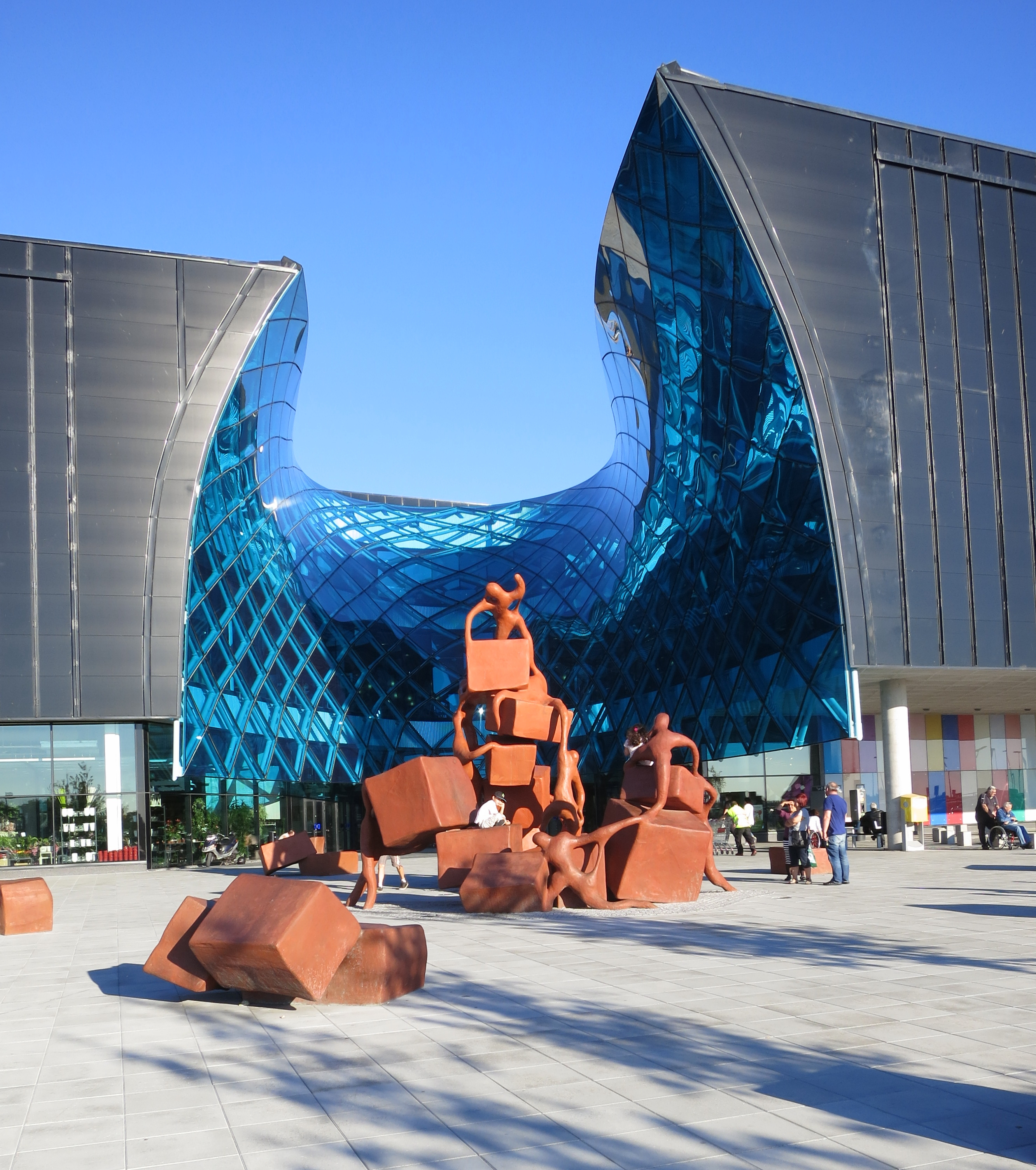
Emporia, Malmö.
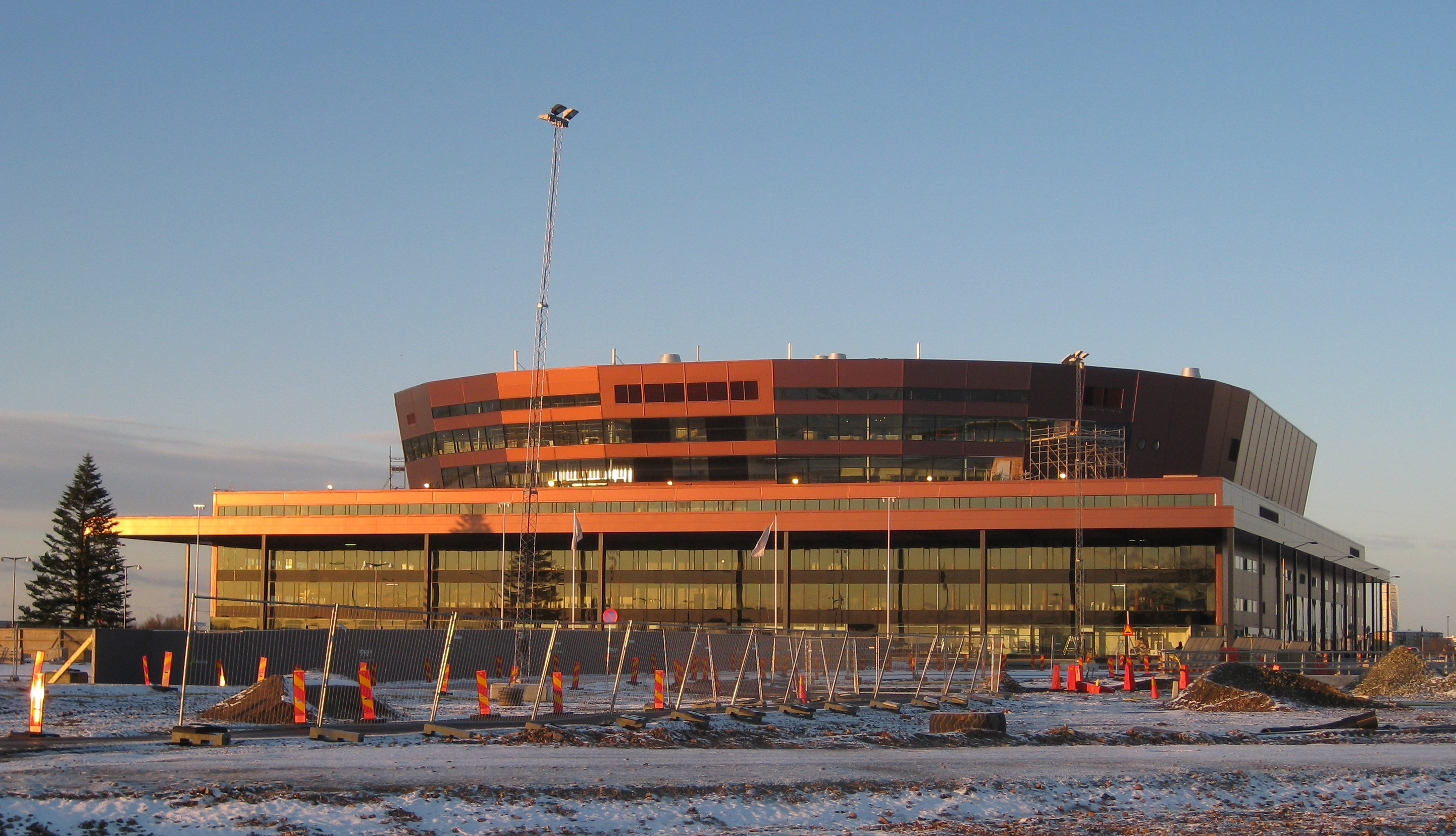
Malmö Arena.
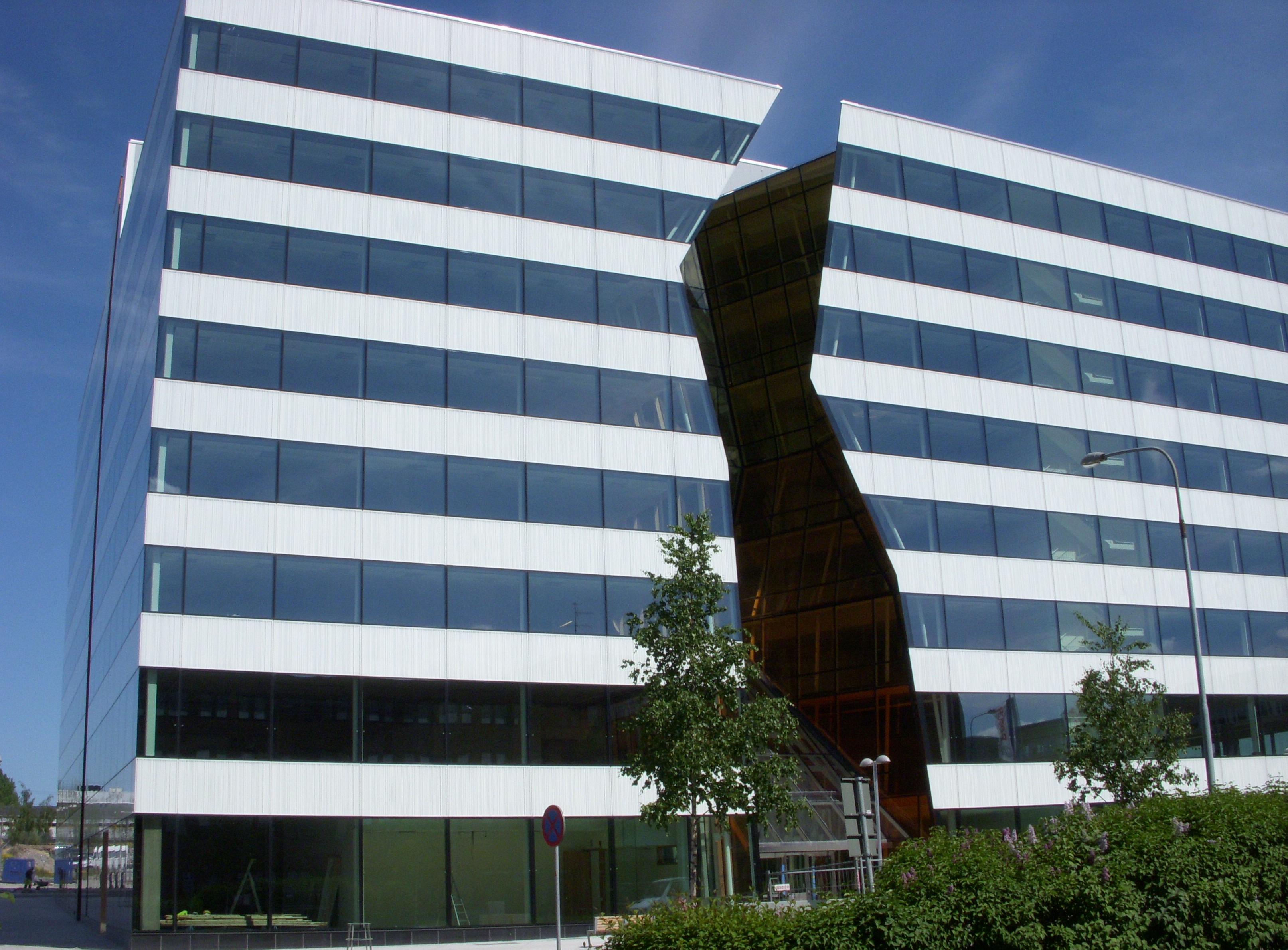
Ericsson Kista.
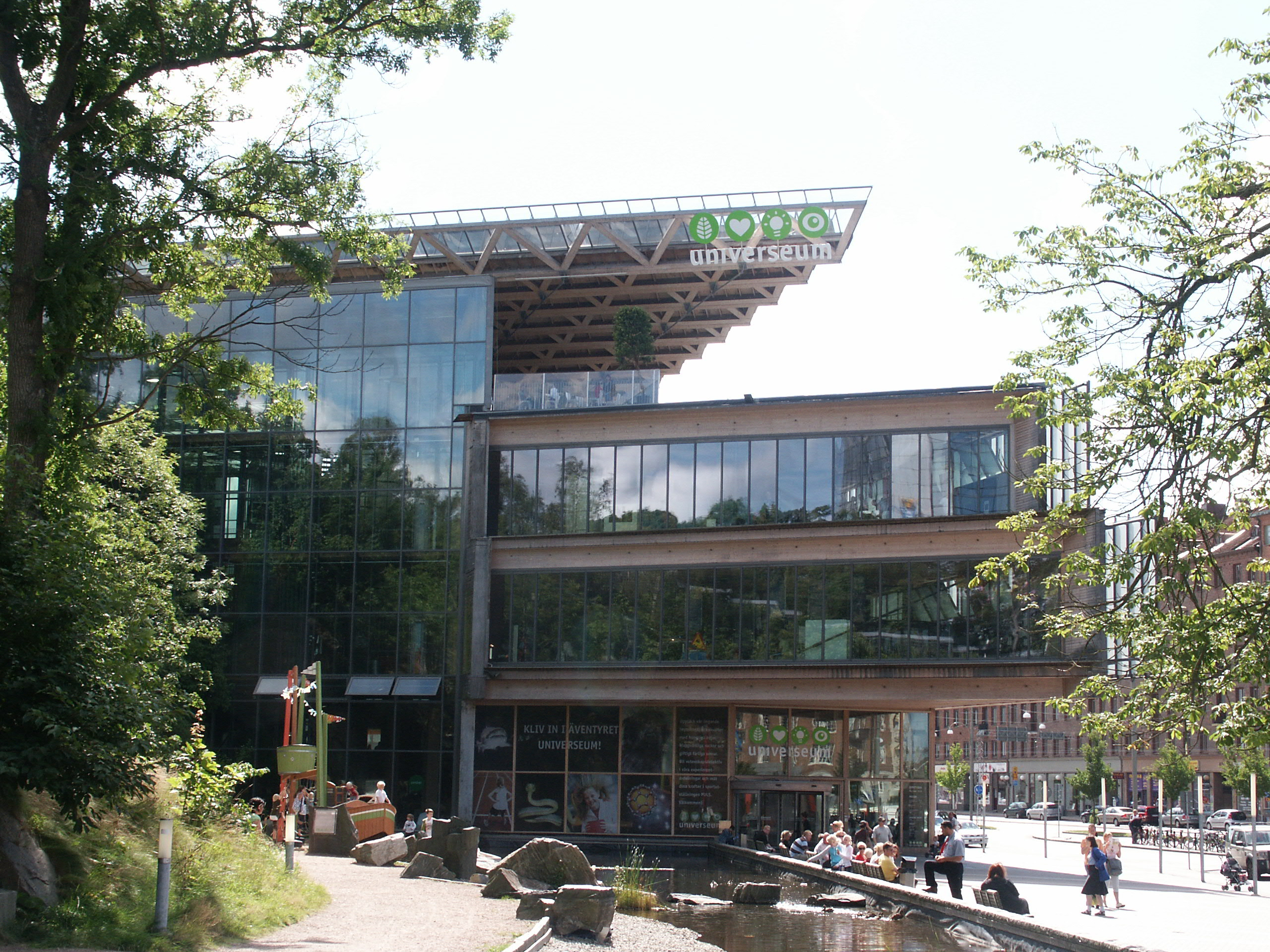
Universeum, Göteborg.
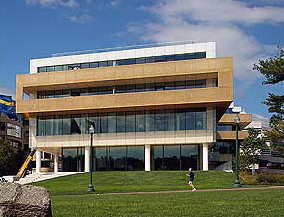
House of Sweden, Washington D.C.
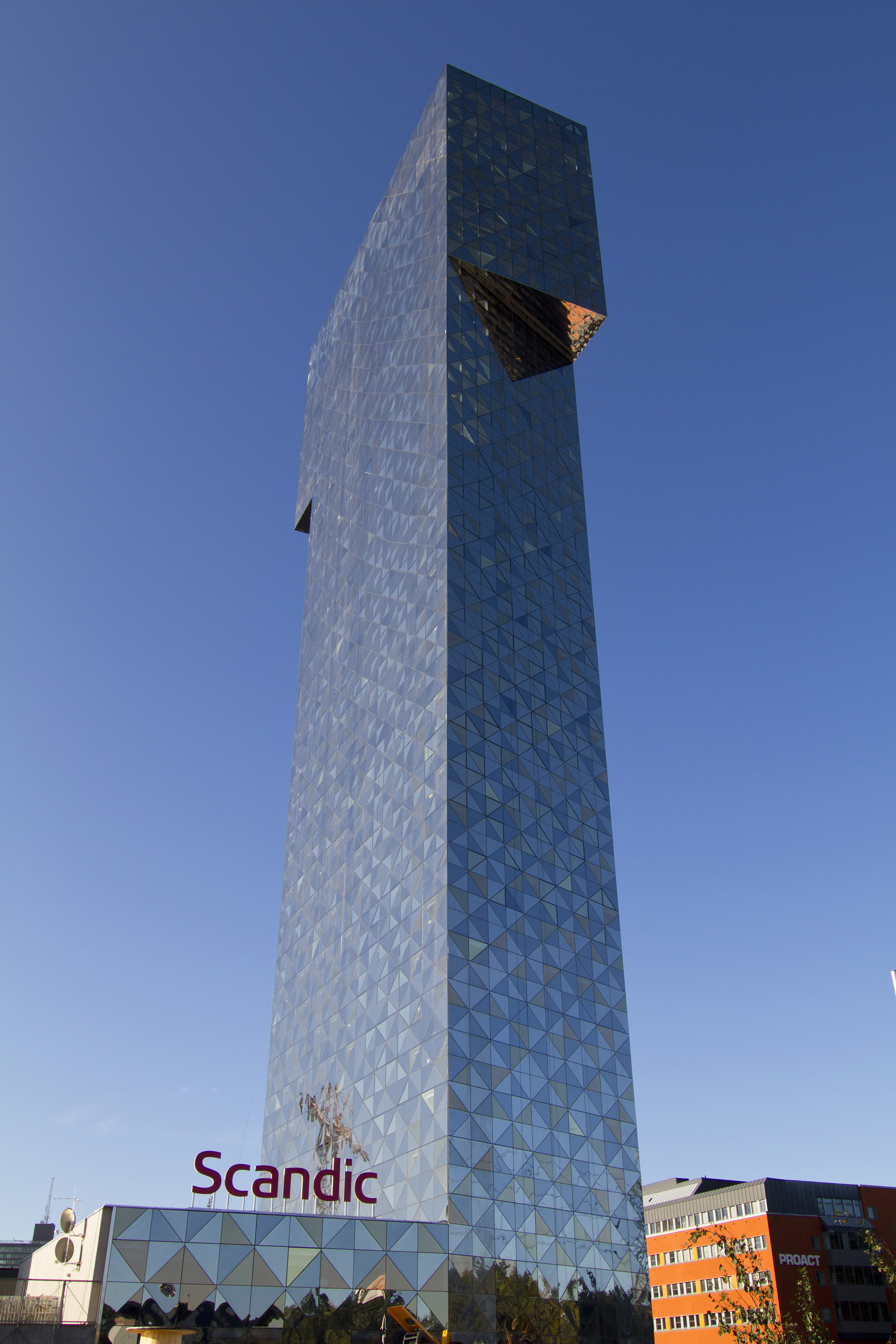
Victoria Tower, Kista.
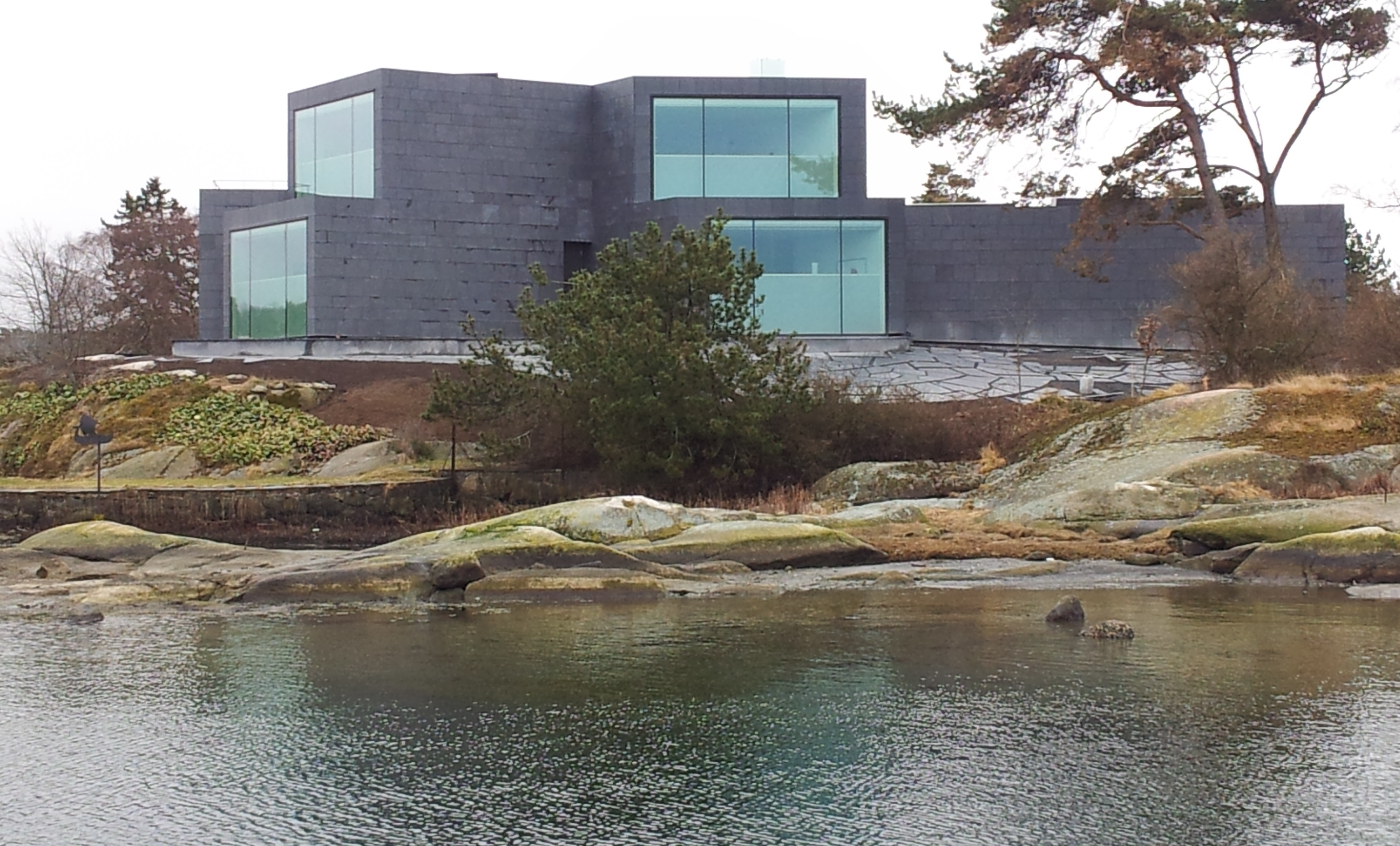
Villa vid Kullaviks hamn, Kullavik, Kungsbacka 2011-2012.
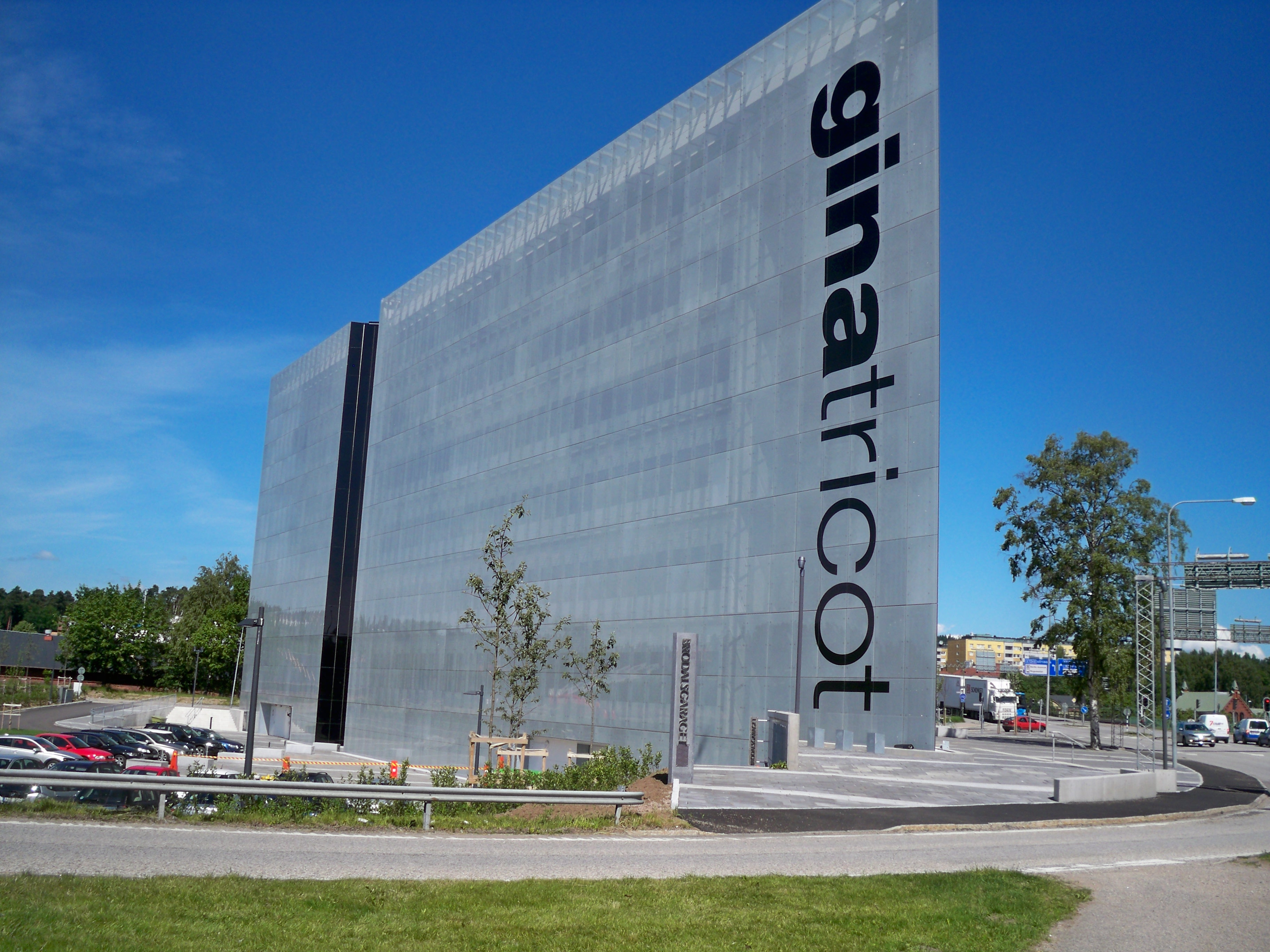
Gina Tricots huvudkontor i Borås med den skarpa kanten åt söder.
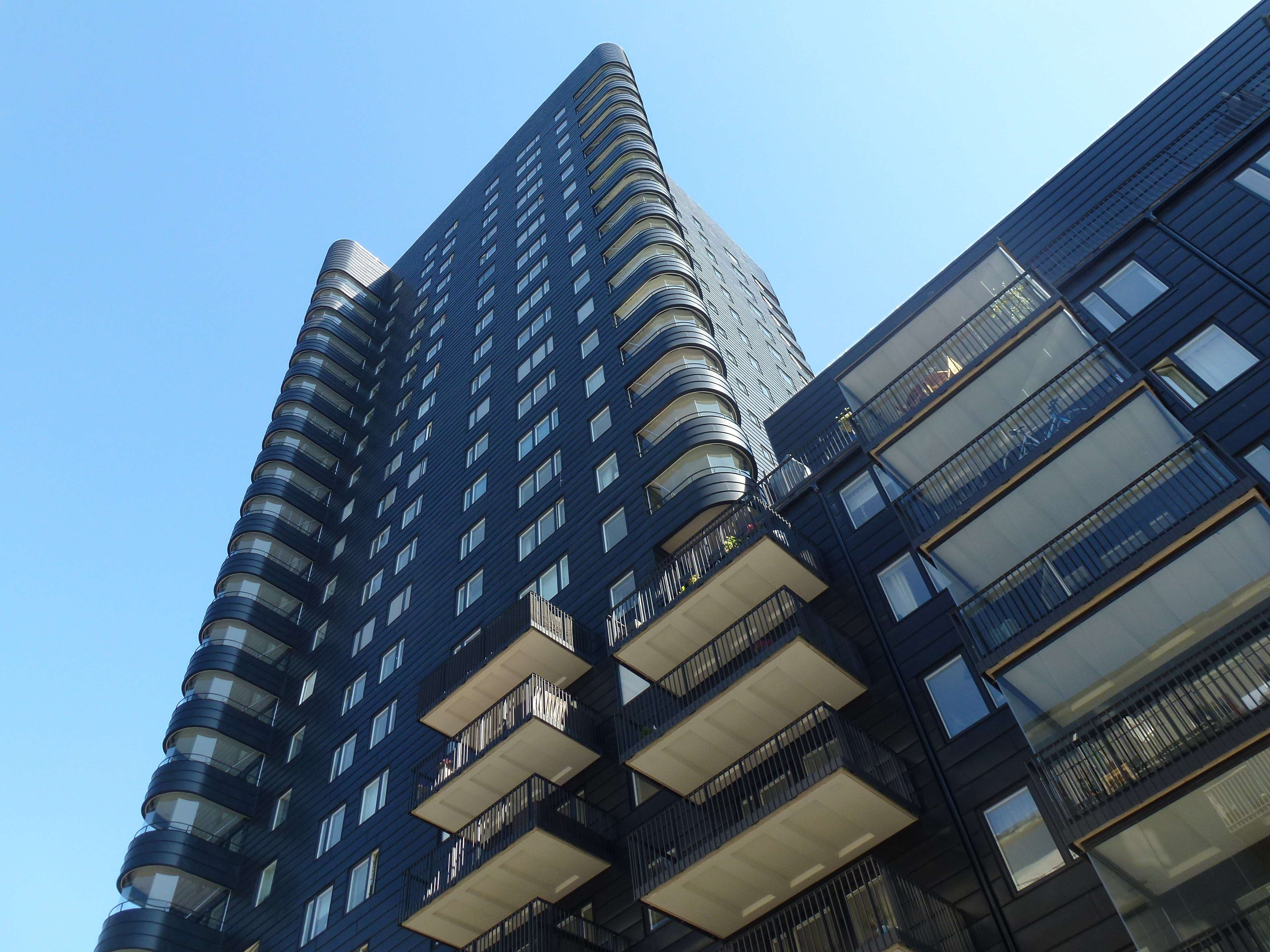
Kajen 4.
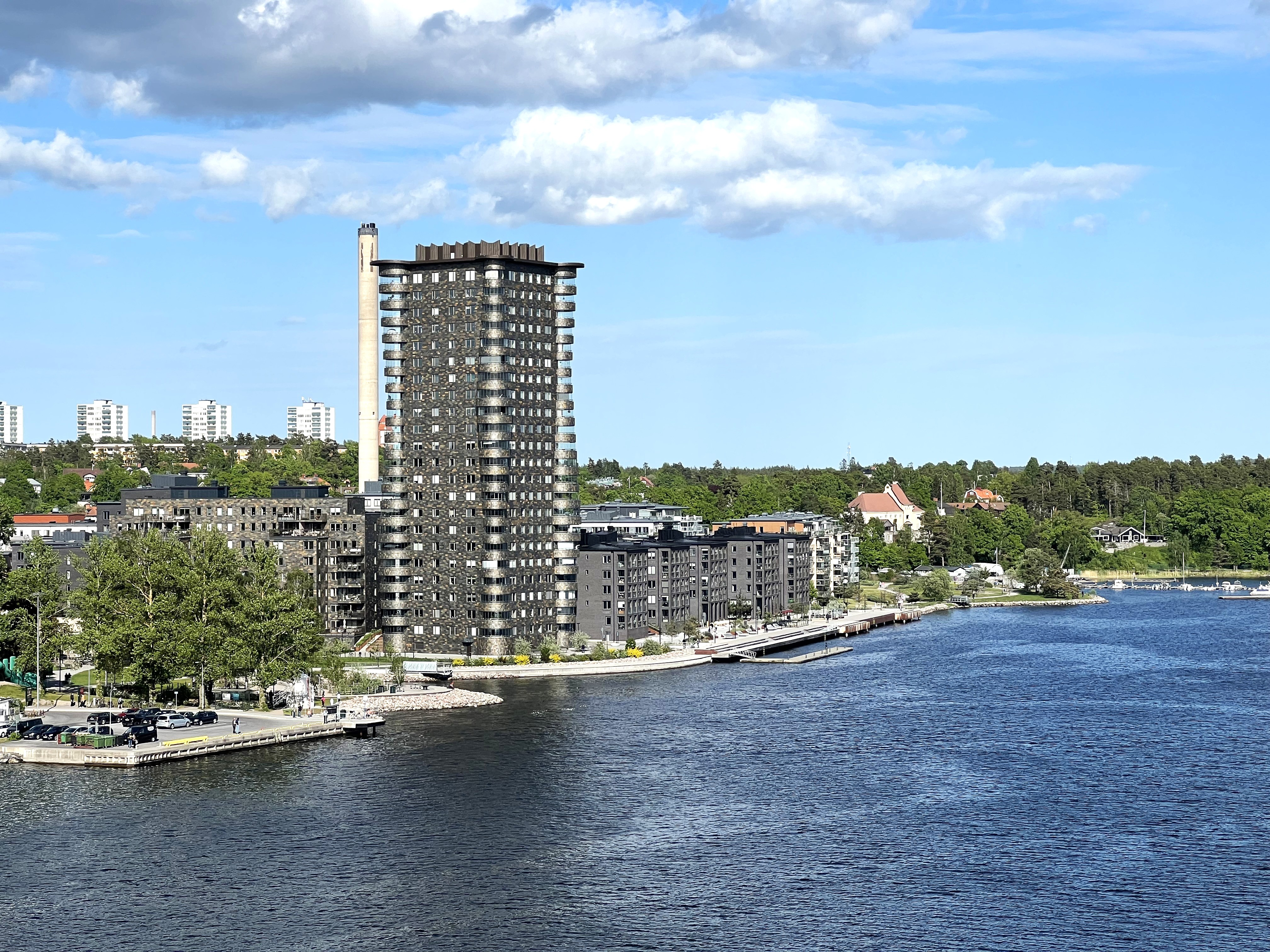
Fyrtornet Dalénum.
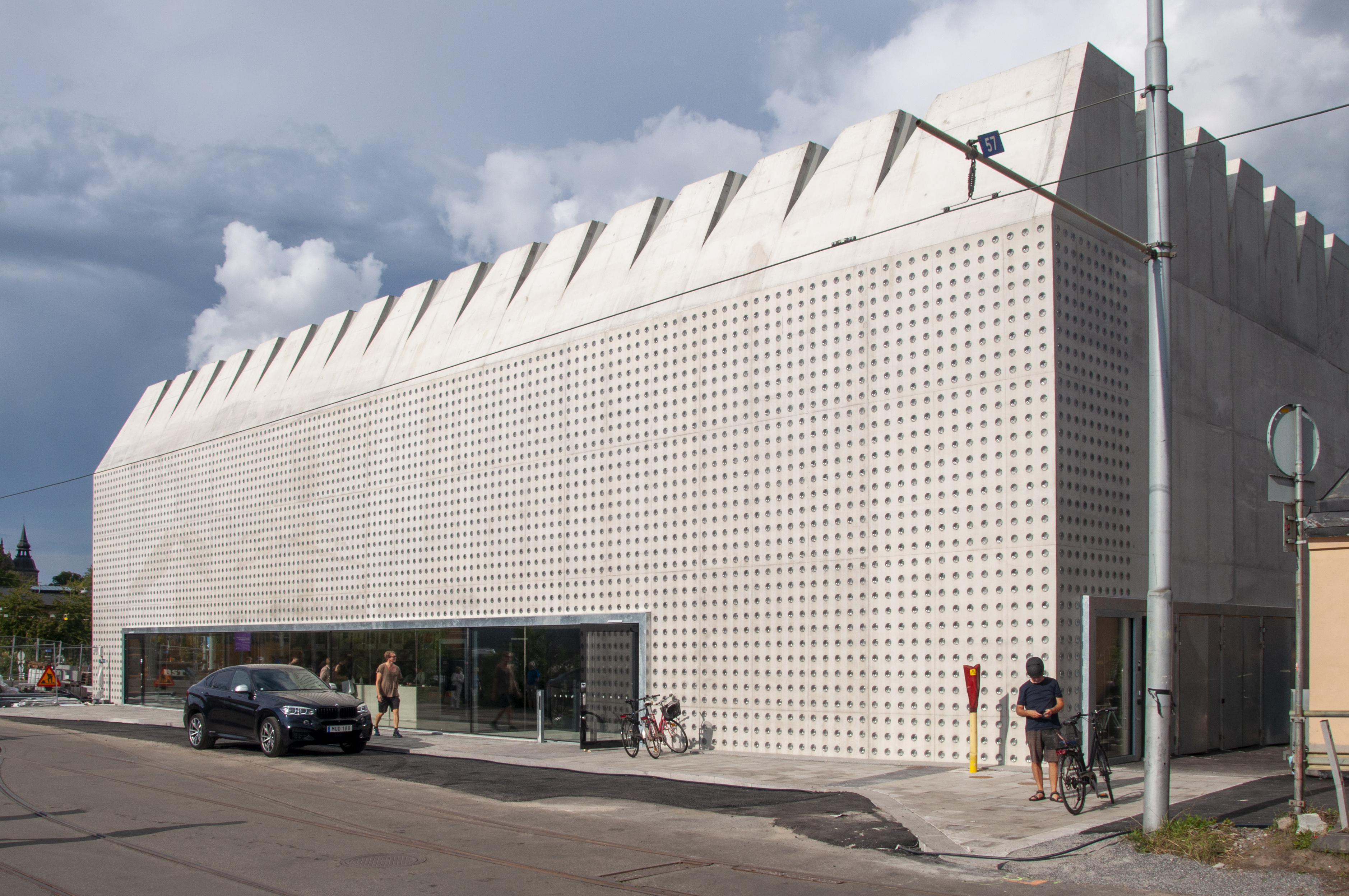
Liljevalchs+.